# Tassaert (Künstlerfamilie)
Tassaert ist der Name einer aus Antwerpen stammenden Familie, die eine Reihe von Malern, Bildhauern, Illustratoren und Kunsthändlern hervorbrachte, von denen sich einige später im 17. und 18. Jahrhundert in Frankreich und Preußen niederließen oder dort arbeiteten. Zu ihren Mitgliedern gehören:
- Pieter Tassaert der Ältere (Pierre Tassaert) († ca. 1692 in Antwerpen), Maler und Kunsthändler, wurde 1635 als Meister in die Antwerpener Lukasgilde aufgenommen.[1]
  - Lucas Tassaert (* 1635), Maler in Antwerpen
    - Peter Franz Tassaert (1663–1735), Maler

  - Georges Tassaert (* 1637)
  - Elisabeth Tassaert (* 1640)
  - Maria Tassaert (1642 bis nach 1665), in Antwerpen tätige Stilllebenmalerin.[2]
  - Peter Frans Tassaert (Petrus Tassaert) (1644–1725), Maler, Vergolder und Kunsthändler in Antwerpen
  - Jeanne Marie Tassaert (* 1646)
  - Catherine Tassaert (* 1649)
  - Jan Pieter Tassaert I. (Johannes Petrus; Johann Peter I.; Jean Pierre I.) (1651–1725), Maler, Vergolder und Kunsthändler in Antwerpen
    - Jan Pieter Tassaert II. (Johann Peter II.; Jean Pierre II.) (* 1700), Diamantenhändler
      - Jean Pierre Antoine Tassaert (1729–1788), Bildhauer
        - Jean Joseph François Tassaert (1765–1838), Kupferstecher und Maler
          - Paul Tassaert (1792–1850), französischer Kupferstecher
          - Octave Tassaert (1810–1874), französischer Maler

        - Henriette-Félicité Tassaert (1766–1818), Miniaturistin
        - Sophie Tassaert (1767–1842), verheiratet mit dem Küchenmeister Friedrichs des Großen, Nicolas Thomas Blesson (1757–1842)
        - Antoinette Tassaert (1768–1823), Miniaturistin
        - Louise Céleste Tassaert (1771–1818), verheiratet mit dem französischen Cellisten Jean-Louis Duport

      - Philippe Joseph Tassaert (1732–1803), Maler, Schabkunststecher und Kunsthändler